# Juan de la Cruz Cano y Olmedilla
Juan de la Cruz Cano y Olmedilla (* 14. Mai 1734 in Madrid; † 1790) war ein bedeutender spanischer Kartograph, Illustrator und Kupferstecher. Zu seinen bekanntesten Werken zählen eine detaillierte Karte von Südamerika, Illustrationen zum Roman Don Quijote und ein Album mit spanischen Trachten.

## Biografie

### Familie
Juan de la Cruz Cano y Olmedilla wurde am 14. Mai 1734 in Madrid geboren. Seine Eltern waren Raimundo de la Cruz aus Canfranc und María Rosa Cano y Olmedilla aus Gascueña. Sein älterer Bruder war der als Dramaturg bekannt gewordene Ramón de la Cruz. Er hatte noch zwei weitere, jüngere Geschwister die jedoch schon während ihrer Kindheit starben.
1744 zog die Familie nach Ceuta, einer spanischen Enklave an der nordafrikanischen Küste. Als 1746 der Vater starb, kehrten sie wieder nach Madrid zurück.
Juan de la Cruz Cano y Olmedilla war vielleicht mit María Fernández de Salinas aus Belorado verheiratet und hatte sieben Kinder. Zwei Söhne von ihm hießen vermutlich Francisco (* 29. Oktober 1775) und Pedro (* 31. Januar 1778).

### Ausbildung
Der Marques de la Ensenada, seinerzeit ein Berater von König Ferdinand VI., schlug Juan de la Cruz (zusammen mit Tomás López) für ein Stipendium vor, damit er in Paris Techniken des Kupferstichs und der Kartografie erlernen konnte. Dort blieb er von 1752 bis 1759 zur Ausbildung bei dem Kartografen Bourguignon d’Anville. 1755 publizierte er zusammen mit Tomás Lopez eine Karte des Golf von Mexiko. Nach seiner Rückkehr aus Paris trat er in die Königliche Akademie der Schönen Künste in Madrid ein und wurde zum Geographen Seiner Majestät ernannt. 1764 wurde ihm der Titlel académico de mérito verliehen.

### Die Südamerikakarte

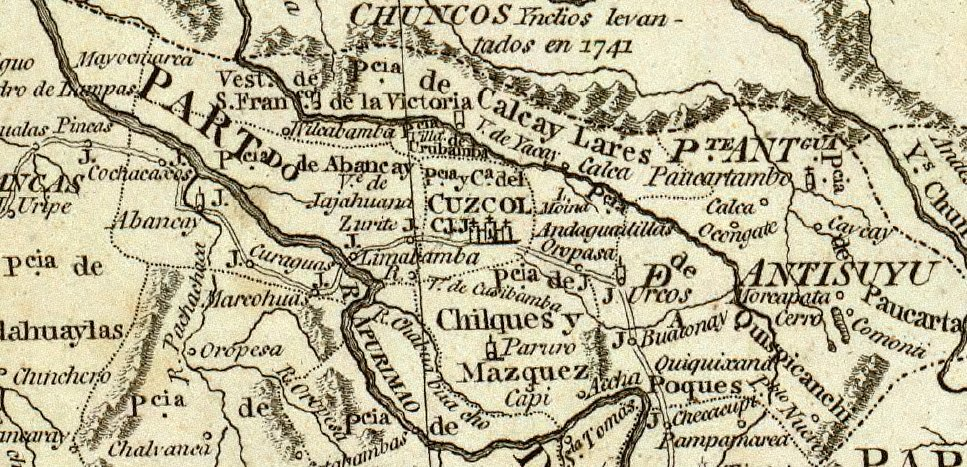
Cusco und Umgebung im 18. Jahrhundert. Ausschnitt aus der Südamerikakarte von Juan de la Cruz

1763 beauftragte der spanische Minister Marqués de Grimaldi Juan de la Cruz zusammen mit Tomás López eine neue Karte von Südamerika im Maßstab 1:5.000.000 zu erstellen, in der die spanischen Territorien in ihrer exakten Position und Lage zu den portugiesischen dargestellt werden sollten. Beide arbeiteten über Jahre hinweg an diesem Projekt unter der Einbeziehung verschiedener und bedeutender Quellen mit den genauesten Bestimmungen der Längen- und Breitengrade ihrer Zeit. Als es wegen Interpretationsproblemen zum Zerwürfnis zwischen den beiden kam, schloss Juan de la Cruz die Arbeit alleine ab.
1775 verlegte er dann eine Karte unter dem Titel De la América Meridional, bestehend aus acht Blättern, mit einer Gesamtausdehnung von 260 × 185 cm. Es war die erste gedruckte spanische Karte von ganz Südamerika die die Grenzen zwischen den spanischen und portugiesischen Besitzungen darstellte. König Karl III. zeigte sich beeindruckt von dem vorgelegten Werk und ordnete an einige Exemplare zu kolorieren und sie an verdiente Spanier und Ausländer zu überreichen. Doch 1789 wurde aus staatspolitischen Gründen die Veröffentlichung unterbunden, die bereits verteilten Exemplare und die Kupferplatten wurden beschlagnahmt und in die, im selben Jahr gegründete, Calcografía Nacional gebracht. Es wird angenommen, dass die Kupferplatten dann zerstört wurden.
Die Karte wurde 1799 in London wieder veröffentlicht. Weil sie die letzte offizielle Karte vor der Unabhängigkeit der spanischen Kolonien in Südamerika blieb, wurde sie im 19. Jahrhundert von den neuen Staaten als Ausgangspunkt genommen um ihre Territorien zu definieren.

### Trachtenbuch

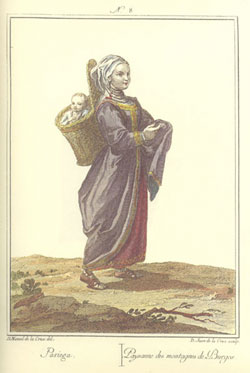
Kolorierter Kupferstich von Juan de la Cruz nach einer Zeichnung von Manuel de la Cruz
(Frau aus Pasiego, 1777)

1777 erstelle Juan de la Cruz nach eigenen und fremden Vorlagen, unter anderem nach den Zeichnungen seines Vetters Manuel de la Cruz (1750–1792), eine eindrucksvolle Sammlung von Kupferstichen mit Darstellungen von Trachten aus den spanischen Provinzen unter dem Titel Colección de trajes de España tanto antiguos como modernos que comprende todos los de sus dominios. Es handelte sich um eine Auftragsarbeit des russischen Gesandten von Zinowies. Bis 1788 veröffentlichte er sechs weitere Bände mit Trachten. Die insgesamt 96 kolorierten Kupferstiche wurden zu Bestsellern. Das Album wurde in der Folgezeit vielfach kopiert, in Frankreich und Deutschland auch als – so würde man heute sagen – Raubdruck.

### Ruin und Tod
Als 1789 seine Südamerikakarte beschlagnahmt worden war, hatte ihm die Regierung als Vorwand dafür eine fehlerhafte Arbeit unterstellt. Sein Ruf als Kartograph war damit ruiniert. Zudem hatte er praktisch sein ganzes Vermögen in diesem Projekt stecken und stand dann auch vor dem wirtschaftlichen Ruin. Er verfiel in eine tiefe Depression und starb bald darauf im Jahr 1790. Er hinterließ seine Witwe mit sieben Kindern.
Erst 1802 wurde Juan de la Cruz durch die spanische Regierung wieder rehabilitiert und seine Südamerikakarte wieder zur Veröffentlichung zugelassen.